# 塞勒
塞勒 （穆麟德轉寫：sele；17世纪？—1729年），愛新覺羅氏，清朝宗室，豫通親王多鐸之曾孫、追封睿親王多爾博之孫，追封睿親王蘇爾發長子。
康熙三十八年（1699年），塞勒被封為三等鎮國將軍。康熙四十七年（1708年），在父親鎮國公蘇爾發死後，襲爵位為輔國公。雍正七年（1729年），塞勒逝世。
乾隆二十七年（1762年），信慤郡王德昭逝世，朝廷以塞勒孫如松承襲信郡王爵位，並追封塞勒為信郡王。
乾隆四十三年（1778年），清高宗以多爾袞為小人誣蔑，於開國有功，復任多爾袞為睿親王，配享太廟，其爵位世襲罔替。下詔多爾博仍還為多爾袞後嗣，命令如松子淳穎仍襲睿親王。塞勒亦被追封為睿親王。

## 延伸阅读
[在维基数据编辑]
 《清史稿/卷218》，出自趙爾巽《清史稿》